# Presidente Castelo Branco (Santa Catarina)
Presidente Castelo Branco – miasto i gmina w Brazylii, w stanie Santa Catarina. Znajduje się w mezoregionie Oeste Catarinense i mikroregionie Concórdia.